# Fogars de la Selva
Fogars de la Selva est une commune catalane d'Espagne, située dans la province de Barcelone.
La commune possède un statut administratif particulier puisqu'elle fait partie de la comarque de la Selva (rattachée à la province de Gérone) mais appartient à la province de Barcelone.

## Géographie
Située à 30 km au sud de Gérone, Fogars de la Selva s'élève à l'extrémité nord-est du massif du Montnegre dominant la vallée de la Tordera. La commune comprend la localité principale, plusieurs lotissements excentrés Parc Prínceps II ouest, Regent Parc et la Serra de l'Esquirol, ainsi que les deux hameaux isolés de Sant Cebrià de Fogars et Sant Andreu de Ramió.

## Démographie
| Année | Population |
| ----- | ---------- |
| 1515  | 29         |
| 1717  | 170        |
| 1787  | 315        |
| 1857  | 632        |
| 1900  | 485        |
| 1950  | 443        |
| 1970  | 244        |
| 1990  | 391        |
| 1994  | 498        |
| 2000  | 692        |
| 2004  | 1 045      |
| 2006  | 1 338      |
| 2012  | 1 529      |

## Économie
Une usine chimique appartenant à Croda Ibérica y fabrique tous types de produits. Diverses plateformes logistiques y sont également installées.

## Lieux et monuments

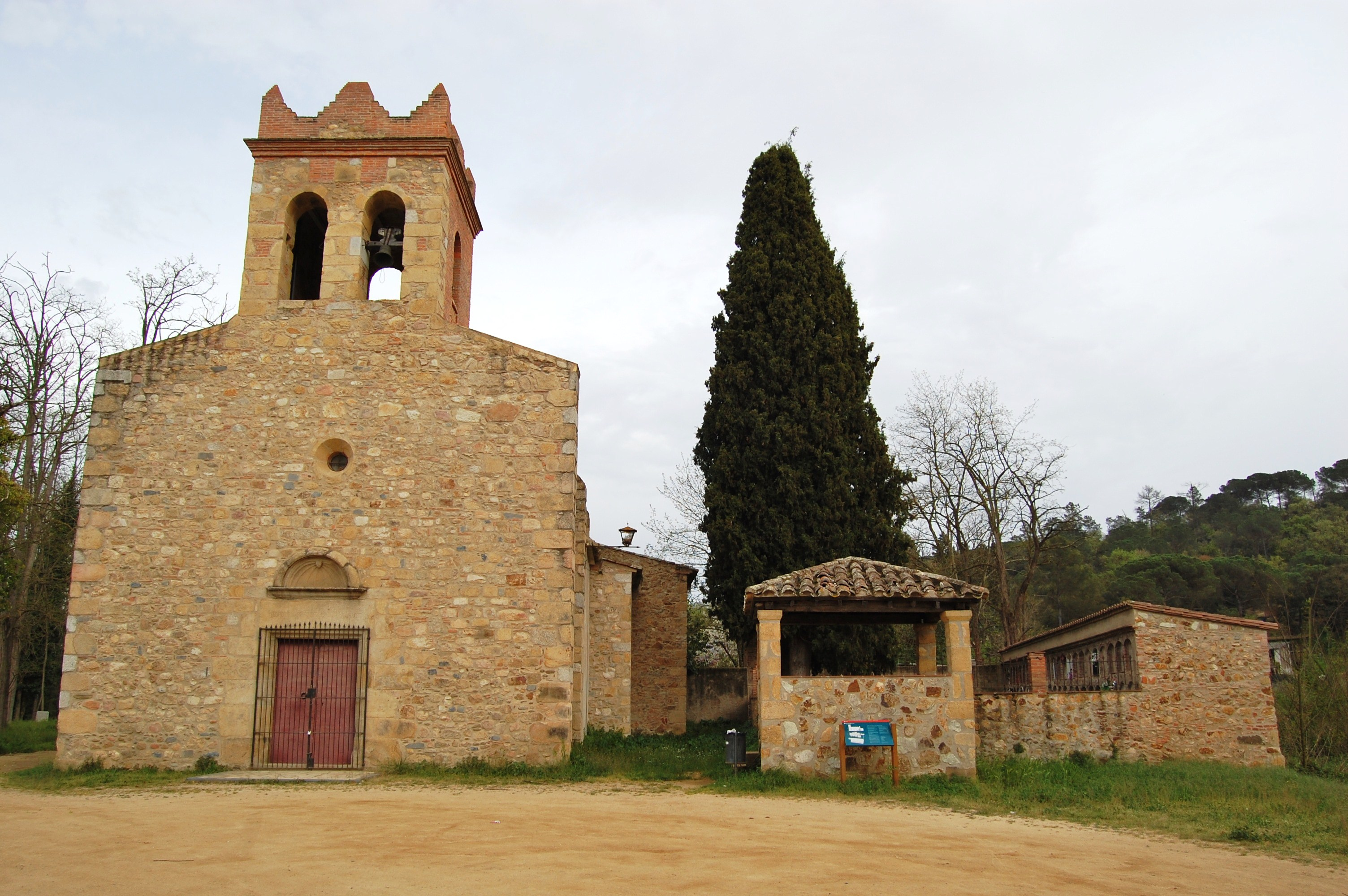
L'église de Sant Cebrià de Fogars

- L'église paroissiale de Sant Cebrià de Fogars date de 1590.
- L'église paroissiale de Sant Andreu de Ramió remonte au XIIe siècle et a été remaniée au XVIIIe siècle.

Les deux édifices sont inscrits à l'Inventaire du patrimoine architectural de Catalogne.